# В неділю рано зілля копала
В неділю рано зілля копала — соціально-побутова повість Ольги Кобилянської. В основі сюжету відома пісня «Ой не ходи, Грицю, та й на вечорниці». Головний герой твору Гриць покохав двох дівчат, за що і поплатився життям.

## Створення повісті
Ідея твору виникла в Ольги Кобилянської після особистого знайомства з болгарським письменником Петком Тодоровим та його творчістю. У творах Тодорова реальна дійсність переплітається з мотивами народної фантастики. За її словами саме він звернув увагу на народні пісні і вона йому написала, що створені неї твори за з мотивом народних символів або легенд будуть його заслугою.
Письменниця завершила повість у квітні 1908 року, Друком вийшла в 1909 році в «Літературно-науковому віснику». В основу повісті покладено буковинський варіант народної пісні «Ой не ходи, Грицю, та й на вечорниці».

## Сюжет
У селі, біля підніжжя гори гори Чабаниця, одного разу зупинився циганський табір. Мавра, дружина отамана, народила білявого сина з блакитними очима. Отаман зрозумів, що це не його син, вирішив вбити Мавру. Але за неї заступився її батько. Він відніс дитину до найбагатшої в селі родини Михайла Дончука, у яких не було дітей, тому вони залишили маля в себе. А хвора Мавра залишилася сама після від'їзду табору. Її підібрала багата удова Іваниха Дубиха, що мала хату і млин біля річки. Мавра залишалася у неї і допомагала їй, доглядала за Тетянкою, малою дочкою Дубихи. Проте часто покидала їх, пускаючись в мандри і поверталася. Коли Тетяні виповнилося дванадцять років Мавра переселилася до колиби на горі і зайнялася ворожінням. Тетяна часто відвідувала Мавру. Люди, що приходили до неї, платили за ворожіння грошима, продуктами. Син Маври виріс гарним чорноволосим з синіми очима хлопцем, за яким упадали дівчата села. Але віддав перевагу добрій, працьовитій Насті.
Коли Тетяні виповнилося двадцять років вона стала стрункою, білолицею, з чорними бровами дівчиною. Одного разу, коли вона йшла до Маври, уквітчана червоними маками, зустріла на коні Гриця. Воно поговорили, але вона не призналася хто вона. Почали зустрічатися в лісі на горі. Згодом Тетяна призналася чия вона дочка і сказала, що не буде бігати за Грицем, як інші дівчата. Сподівалася, що Гриць її кохає і прийде до неї. Одного разу, коли вона прийшла до Маври, то та розповіла про зілля від усілякого лиха, яке дає міцний сон, коли неспокійно на душі. У неділю рано копати з водою у роті, у понеділок полоскати, у вівторок варити… «Гей-гей! Який сон лихо захопить!» Тобто і померти можна від того зілля. Тетяна розповіла, що покохала хлопця. Мавра порадила остерігатися його, бо той хто любить, може принести лихо.
Не стала ходити Тетяна на гору, тому Гриць приїхав до неї взимку і вона пообіцяла, що прийде туди, коли зазеленіє. Гриць, очікуючи зустрічі, зустрічався з Настею. Навесні Гриць зустрів старого цигана і попросив у нього поради. Він кохає двох дівчат, одна білява, яка йому догоджає, її батьки погоджуються на їх весілля, інша горда чорнявка, яка зустрічається з ним потайки. Старий циган порадив щиро любити одну і остерігатися чорнобрової. Гриць запросив цигана на своє весілля восени, ще не знаючи з ким він одружиться. І не знав, що старий циган є його дідом, батьком Маври.
Після того, як зустрічі відновилися, Гриць говорив Тетяні про своє кохання до неї. Влітку Гриць розповів Насті про своє кохання до неї та Тетяни. Настя наполягла, щоб він не зустрічався з суперницею. Згодом Гриць засватав Настю. Вона попросила старого цигана поговорити з Тетяною, щоб та залишила Гриця. 
У неділю вранці Тетяна пішла до лісу за зіллям. Біля колиби вона підслухала розмову Маври зі старим циганом. Вони зрозуміли, що Гриць - син Маври, і йому варто одружитися з Настею, і ніхто не повинен дізнатися, що він син циганки, бо не отримає землі. Тетяна назбирала зілля, щоб вбити, але не Гриця, а лихо, що живе в ньому.
Вночі до Маври прибігла Настя і сказала, що Гриць помирає. Біля хати в ночі бачили дівочу постать та пляшку. У четвер Гриць помер, а в п'ятницю на похоронах найбільше плакала Мавра. До хати зайшла бліда Тетяна, уквітчана маками, і заспівала пісню «У неділю рано зілля копала…». Циганка зрозуміла, що це вона отруїла Гриця. Кинулася на неї, але Дубиха її відтягнула. Божевільна Тетяна кинулася до лісу і більше її не бачили. Вранці прийшли до річки і побачили два маки, один під берегом, інший на воді. Всім стало зрозуміло, що Тетяна втопилася.

## Інсценізації
У 1913 році Леся Українка на прохання Кобилянської мала намір інсценізувати повість, але не встигла. Український режисер Василь Василько в 1953 році завершив роботу над інсценізацією повісті, над якою працював з 1949 року. З того часу п'єса увійшла в репертуар багатьох українських театрів.
У 1960 році Львівський оперний театр поставив оперу У неділю рано… за мотивами повісті Кобилянської.

## Публікації
- Ольга Кобилянська. В неділю рано зілля копала Літературно-науковий вістник. Том XLV-XLVII Володимир Гнатюк, ред. Львів: Наукове товариство ім. Шевченка 1909